# American Saddlebred
Das American Saddlebred, oder American Saddle Horse (früher auch Kentucky Saddler genannt), ist ein Gangpferd. Ursprünglich als praktischer Allrounder gedacht, wird es heute hauptsächlich für Shows gezüchtet, dabei wird sehr viel Wert auf die Brillanz der Darstellung gelegt.
Hintergrundinformationen zur Pferdebewertung und -zucht finden sich unter: Exterieur, Interieur und Pferdezucht.

## Exterieur
Das American Saddlebred ist ein Pferd in elegantem Typ. Der große, trockene Kopf trägt kleine Ohren. Der Hals ist hoch aufgesetzt, lang und weist eine starke Aufrichtung aus. Die Schulter ist lang und schräg, die Brust breit. Der Widerrist ist gut ausgeprägt und sollte höher liegen als die Kruppe. Der Rücken ist kräftig und geht in eine gerade, kurze Kruppe über. Der Schweif ist lang und hoch angesetzt. Das Fundament ist leicht, die Beine sind gut bemuskelt, die Fesseln sind lang und elastisch.
American Saddlebreds sind für ihre besonders hohe, spektakuläre Beinaktion bekannt, die auch durch die häufig extra lang belassenen Zehen verstärkt wird.
Um eine besonders hohe Schweifhaltung zu erzeugen, werden American Saddlebreds, welche in Shows gezeigt werden, die Muskeln an der Unterseite der Schweifrübe durchtrennt, was bewirkt, dass das Pferd seinen Schweif besonders hoch trägt. Dieses Prozedere wird „nicking“ genannt. Um ein erneutes Zusammenwachsen der durchtrennten Muskeln zu verhindern, wird dem Pferd im Stall eine Art Manschette um die Schweifrübe geschnallt. Diese Praktik ist in vielen europäischen Staaten verboten. In elf US-amerikanischen Bundesstaaten ist sie nicht oder nur mit Auflagen erlaubt.

## Zuchtgeschichte

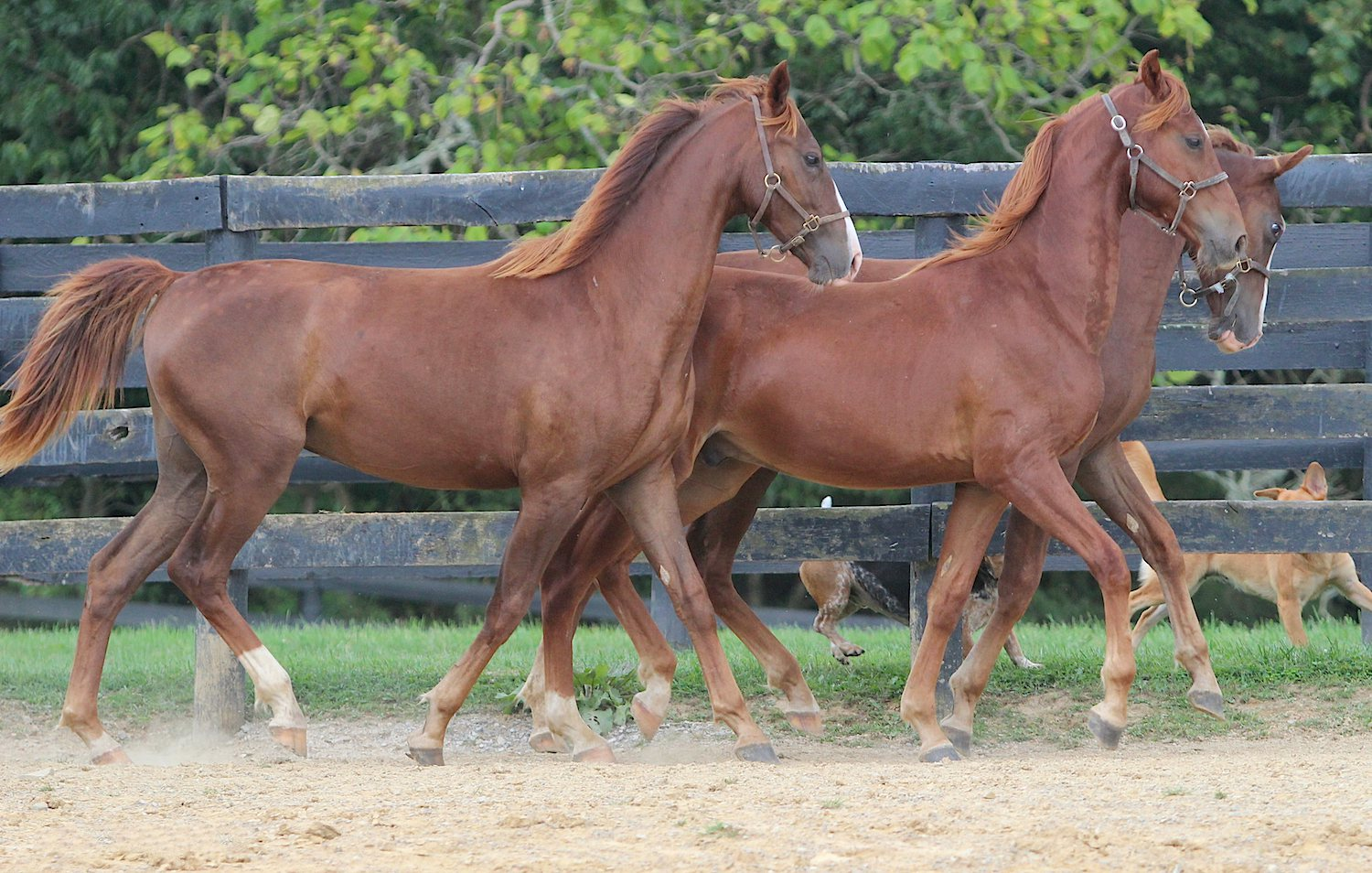
American Saddlebred-Jährlinge, die noch keine Schweif-OP hinter sich haben, ohne Spezial-Beschlag

Die Rasse ist auf die importierten Reit- und Fahrpferde der frühen amerikanischen Siedler zurückzuführen, die diese durch systematische Veredelung weiterentwickelten. Durch die Einbringung von, im 16. Jahrhundert durch die Engländer eingeführten, passgehenden Mehrzweckpferden (Hobbys, Galloways), entstanden die ersten Anlagen für die Gänge. Später wurde das American Saddlebred mit Narragansett Pacer und Canadian Pacer mit Veredelungen durch Vollblut und Morgan-Blut ergänzt, wobei die natürliche Veranlagung für verschiedenste Gangarten von Narragansett Pacer und Canadian Pacer (Fünfgänger mit hoher Knieaktion) sich als hilfreich erwies, insbesondere bei Gängen wie 4-Takt-Tölt, Slow Gait und Rack. Durch strenge Auslese auf bequeme Gänge und Ausdauer wurde so in den Kolonien Kentucky und Virginia ein ideales Reitpferd gezogen, das auch für leichte landwirtschaftliche Arbeiten oder vor dem Wagen eingesetzt werden kann. Die wichtigsten Blutlinien entstanden durch die Hengste Tom Hale (geb. 1810, Narragansett Pacer) und Gaines Denmark (geb. 1851, Englisches Vollblut). Durch den Einsatz des Vollblutes entwickelte sich der vielseitige Kentucky Saddler zu einem bewegungsfreudigen und eleganten Reitpferd.

## Gänge
Das American Saddlebred besitzt neben den Grundgangarten Schritt, Trab und Galopp außerdem die Gangarten Slow Gait und Rack. Dabei bilden diese beide Gänge eine Variation der Geschwindigkeit des Tölt. Während der Slow Gait ein eher langsames Tempo mit hoher Versammlung umfasst, ist der Rack schnell und mit viel Aktion.